# Jamaica Cop
Jamaica Cop (The Mighty Quinn) è un film del 1989 diretto da Carl Schenkel con Denzel Washington, Robert Townsend, James Fox, Mimi Rogers, M. Emmet Walsh, e Sheryl Lee Ralph. La sceneggiatura di Hampton Fancher è basata su un romanzo del 1971 dal titolo Finding Maubee.
Il critico cinematografico Roger Ebert diede al film una recensione estremamente positiva, definendolo come uno dei migliori film dell'anno. Il film prende il nome da una canzone scritta da Bob Dylan. Una versione reggae della canzone è presente nella colonna sonora.

## Trama
Xavier Quinn (Denzel Washington) è il capo della polizia di una piccola, non specificata isola caraibica (il romanzo è stato impostato sull'isola immaginaria di San Caro).
Quando Donald Pater, il proprietario miliardario di un albergo di lusso, viene trovato assassinato, tutti danno per scontato che il colpevole sia Maubee (Robert Townsend), una sorta di eroe locale nonché grande amico di infanzia di Quinn. Quest'ultimo non ci crede e si scontra con la burocrazia locale, ovvero con Thomas Elgin, un politico arrogante e con il governatore dell'isola.
Alla fine si scoprirà che Maubee non è il vero assassino, ma a un caro prezzo.

## Citazioni e riferimenti
C'è un chiaro omaggio al film Licenza di uccidere (primo film della serie di James Bond) quando in una scena appaiono tre ciechi che attraversano la strada.
La vicenda del film potrebbe ricordare lo scandalo politico Irangate.